# جیما دلندر
جیما دلندر (انگلیسی: jemma dallender) زادهٔ ۴ ژوئن ۱۹۸۸) یک هنرپیشه متولد لندن است. از فیلم‌های او می‌توان به گورت تف می‌کنم ۲ و آینه (فیلم ۲۰۱۴) رانام برد.